# Herbert Chapman
Herbert Chapman (19. ledna 1878 Kiveton Park – 6. ledna 1934 Hendon) byl anglický fotbalista a fotbalový manažer. Patřil k nejúspěšnějším manažerům z přelomu dvacátých a třicátých let dvacátého století. Jako manažer začínal v Northampton Townu a přes Leeds United FC se v roce 1921 dostal do Huddersfield Townu. Během čtyř let vyhrál s tímto týmem FA Cup a dvakrát nejvyšší anglickou ligu. V roce 1925 se stal manažerem londýnského Arsenalu a dovedl tento tým, který ve své historii ještě žádnou trofej nevyhrál, k vítězství v FA Cupu a dvěma ligovým titulům. Chapman z Arsenalu vytvořil dominantní tým, který vládl v třicátých letech anglickému fotbalu. Během této dekády získalo mužstvo celkem pět ligových titulů. Herbert Chapman se však těchto dalších úspěchů nedožil, neboť v lednu 1934 zemřel na zápal plic. Avšak nejen díky trofejím se stal legendou Arsenalu a Huddersfield Townu. Hlavním jeho přínosem byla modernizace herního pojetí tehdejšího fotbalu. Chapman zavedl nové taktiky a tréninkové metody, jako první nechal na stadionu Highbury nainstalovat osvětlení hrací plochy (vedení ligy ho však nepovolilo až do 50. let používat), přičinil se ke vzniku evropských klubových soutěží a zavedl čísla na dresech jeho hráčů.

## Ocenění

### Manažerské
Huddersfield Town
- First Division: 1923/24, 1924/25
- FA Cup: 1922

Arsenal
- First Division: 1930/31, 1932/33
- FA Cup: 1930